# Forlagsbureauet
Forlagsbureauet i Kjøbenhavn var et dansk interessentskab og forlag, der i 1854 blev dannet ved, at flere københavnske forlæggere gik sammen: O.H. Delbanco, Frederik V. Hegel, G.E.C. Gad, C.G. Iversen og C.C. Lose. Iversen var forretningsfører og interessent indtil 1857, hvor han solgte sin boghandel og flyttede til Kolding.
Hegel døde i 1887 og Gyldendals interesser i Forlagsbureauet blev fortsat af sønnen Jacob Hegel. I februar 1893 blev G.E.C. Gad eneejer af Forlagsbureauet, idet han købte Jacob Hegel ud. Dermed sluttede interessentskabet, der fusionede med G.E.C. Gads Forlag.
Forlagsbureauet var udgiver af ugebladene Illustreret Tidende (grundlagt 1859) og Nordstjernen (grundlagt 1885).
Et af Forlagsbureauets mål var tilvejebringelsen af et navnlig på afsætning i Danmark og Norge beregnet Nordisk Conversationslexikon. Under redaktion af Christian Frederik Ingerslev udkom fra 1857 dette arbejde, hvis 5. og sidste bind blev færdigt 1863. Det vandt en forholdsvis betydelig udbredelse, så at et 2. oplag, ligeledes i 5 bind, kunne udkomme 1870-78, redigeret af dr. Carl Johan Fogh, dr Sophus Heegaard og genealogen Johannes Peter Frederik Königsfeldt. Tidsforholdene krævede dog snart en helt ny omarbejdelse med en talrigere stab af også norske og svenske medarbejdere, og under redaktion af overlærer Anton Frederik Pullich og professor Gustav Storm i Kristiania, til hvem fra 4. bind dr. phil. William Mollerup sluttede sig, udkom derefter i et betydeligt oplag 3. udgave (6 bind med supplement) 1883-90, hvortil 1894 føjedes et særskilt bind Illustrationer og Kort (224 blade), for en stor del gengivelse af det til sidste udgave af Brockhaus hørende illustrationsmateriale, udfyldt med adskilligt nyt
materiale vedrørende nordiske forhold. Et uddrag af dette værks 2. udgave var Forlagsbureauets Kortfattet Haandleksikon (2 bind, 1879-80), redigeret af bibliotekar Emil Elberling og overlærer Pullich. 
Med talrige udgivelser af både fag- og skønlitteratur prægede Forlagsbureauet afgørende bogmarkedet i anden halvdel af 1800-tallet. Eksempler på udgivelser er P. Hansen, Nordiske Digtere i vort Aarhundrede (1870) og O. Nielsen, Kjøbenhavn paa Holbergs Tid (1884).